# Bien baldío
Se denomina bien baldío o terreno baldío al terreno urbano o rural sin edificar o cultivar que forma parte de los bienes del Estado porque se encuentra dentro de los límites territoriales y carece de otro dueño.
Los bienes baldíos son imprescriptibles, es decir que no son susceptibles de adquirirse en proceso de pertenencia por prescripción adquisitiva de dominio.
En Colombia, con el fin de fortalecer el desarrollo de los municipios y contribuir al saneamiento de la propiedad inmueble en las urbes, se expidió la Ley 137 de 1959 conocida como Ley Tocaima, que define los terrenos baldíos del país.